# Улиеш (Хунедоара)
Улиеш (рум. Ulieș) насеље је у Румунији у округу Хунедоара у општини Гурасада. Oпштина се налази на надморској висини од 208 m.

## Становништво
Према подацима из 2002. године у насељу је живело 84 становника, од којих су сви румунске националности.